# Bandera de Còrsega
La bandera de Còrsega va ser adoptada pel general i pare de la nació corsa Pasquale di Paoli el 1755 i estava basada en la bandera tradicional utilitzada anteriorment. Representa un cap de moro de color negre portant una bandana blanca al front, nuada al clatell, tot sobre un fons blanc. Segons una llegenda es tractava del sarraí Mansur Ben Ismaïl recollida a Légendes du pays corse, de J-A. Giustiniani.

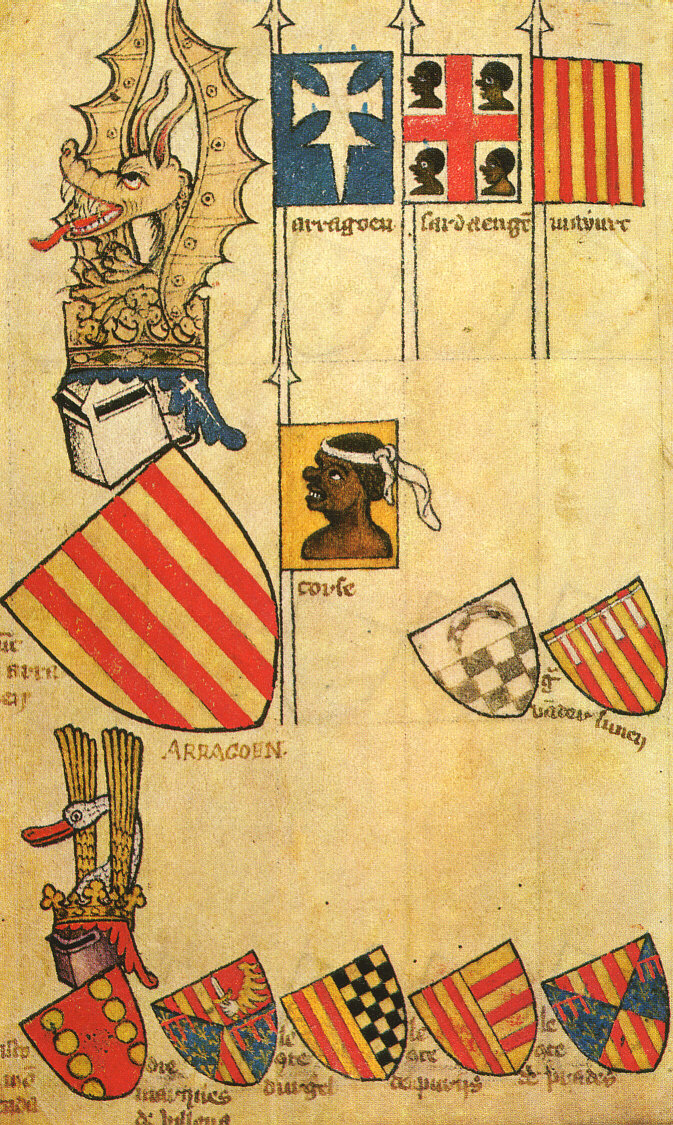
Armorial de Gelre, Foli 62r,

Prèviament, la bandana cobria els ulls, però Paoli va moure la bandana per sobre els ulls per simbolitzar l'alliberament del poble cors. El cap de moro també és utilitzat a l'escut d'armes de Còrsega i a la bandera de la veïna illa Sardenya.
Va ser usada per la República de Còrsega i va ser prohibida després del 1769, quan França va rebre l'illa de la República de Gènova per pagar un deute pendent i extingir la rebel·lió endèmica a l'illa. Va ser usada com a bandera oficial quan la Gran Bretanya va ocupar-la el 1793. Va caure en desús oficial fins al 1980, quan va ser readoptada com a bandera regional.

## Galeria

Bandera tradicional; 1755-1769; 1980-
Bandera abans de 1755
Escut de Còrsega